# Pronephrium nitidum
Pronephrium nitidum är en kärrbräkenväxtart som beskrevs av Holtt. Pronephrium nitidum ingår i släktet Pronephrium och familjen Thelypteridaceae. Inga underarter finns listade.